# Deutsches Haus Ho Chi Minh City
Das Deutsche Haus Ho Chi Minh City ist ein 2017 fertiggestellter Gebäudekomplex im District 1 von Ho-Chi-Minh-Stadt in Vietnam. Der 25-stöckige Gebäudekomplex wurde im Rahmen einer bilateralen Regierungsvereinbarung zwischen Deutschland und Vietnam initiiert, setzt Maßstäbe für Energieeffizienz „made in Germany“ und ist Standort des deutschen Generalkonsulats sowie anderer Institutionen und Unternehmen, um als kultureller sowie wirtschaftlicher Dreh- und Angelpunkt für deutsche Repräsentanzen in Vietnam zu fungieren.

## Historie
Nachdem ein Deutsches Haus in Ho-Chi-Minh-Stadt erstmalige politische Erwähnung durch den deutschen Bundesaußenminister Frank-Walter Steinmeier im Jahr 2008 gefunden hatte, wurde das Bauvorhaben 2013 beschlossen. Bundeskanzlerin Angela Merkel bewertete die Baugenehmigung als "wichtiges Symbol" der weiteren Annäherung zwischen Deutschland und Vietnam. Nach ihren Worten sollen im Deutschen Haus die in Ho-Chi-Minh-Stadt vertretenen deutschen Institutionen und interessierte deutsche Unternehmen ihren gemeinsamen Sitz haben.
Im Oktober 2015 erfolgte die offizielle Grundsteinlegung im Beisein deutscher, internationaler und vietnamesischer Gäste aus Politik, Gesellschaft und Wirtschaft.
Ebenfalls 2015 wurde das Vorhaben mit dem Vietnam Property Awards als "Bestes Büroprojekt" und als "Bestes ökologisches Bauprojekt" in Vietnam ausgezeichnet.
2016 erhielt das Deutsche Haus den South East Asia Property Awards 2016 als „Best Green Building Development“ in South East Asia.
Im November 2016 fand das Richtfest u. a. im Beisein von Bundesaußenminister Steinmeier statt.
Im September 2017 fand die Eröffnung u. a. im Beisein des vietnamesischen Parteisekretärs für Ho-Chi-Minh-Stadt Nguyễn Thiện Nhân im Rahmen eines Soft Opening statt.
Der deutschstämmige Vorstandsvorsitzende der Eigentümergesellschaft, Horst Geicke, sieht das Deutsche Haus als Hauptadresse für deutsche, mitteleuropäische und globale Unternehmen und Investoren in Vietnam sowie ASEAN.
Seit September 2018 stehen in der Lobby des Deutschen Hauses drei Buddy Bären, die die Verbundenheit zwischen Deutschland und Vietnam symbolisieren und deren Motive unterschiedliche Aspekte der deutsch-vietnamesischen Beziehung zeigen.

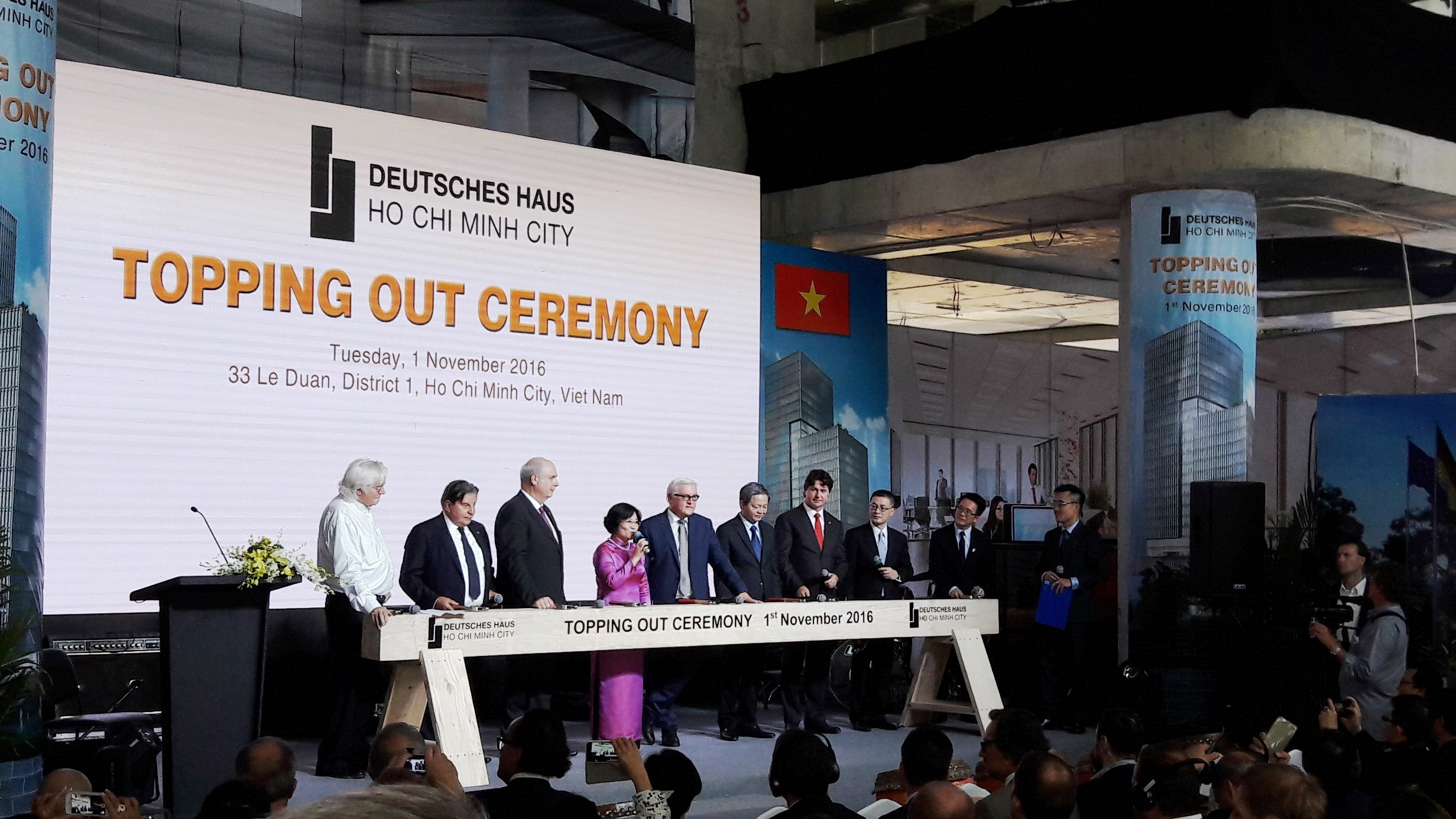
Richtfest-Feier mit Investoren und Politikern
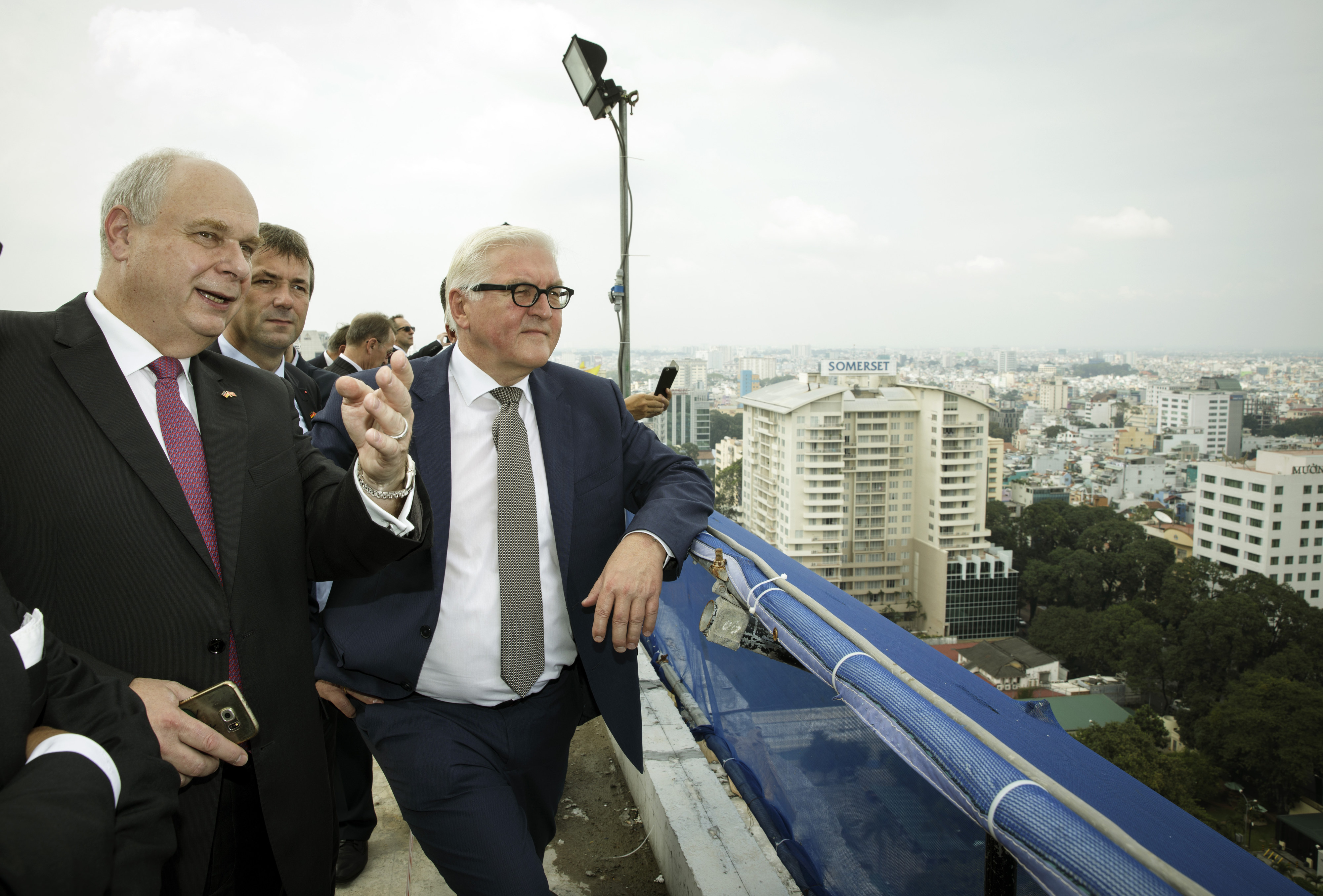
Bundesaußenminister Frank-Walter Steinmeier beim Richtfest
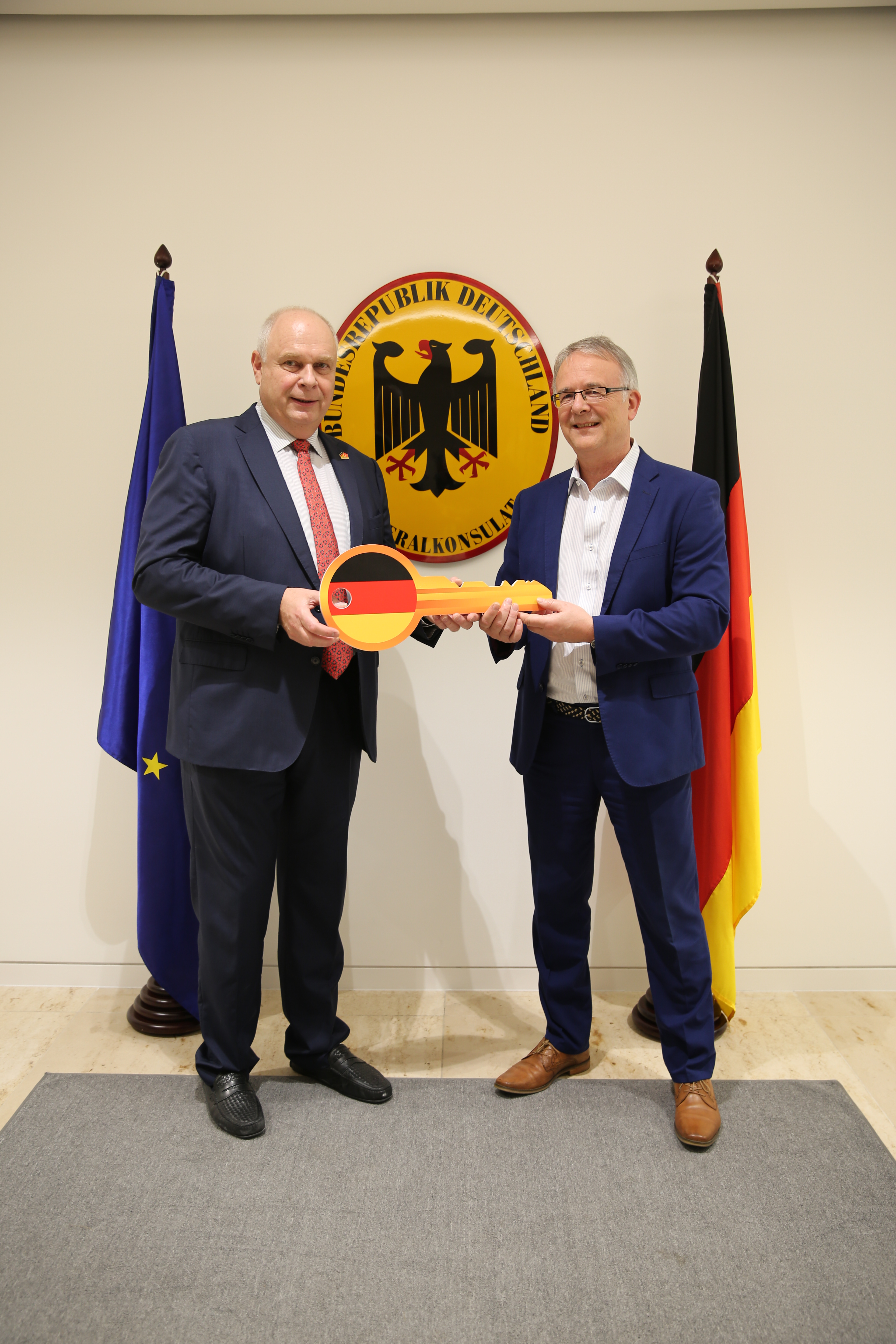
Schlüsselübergabe an Generalkonsul
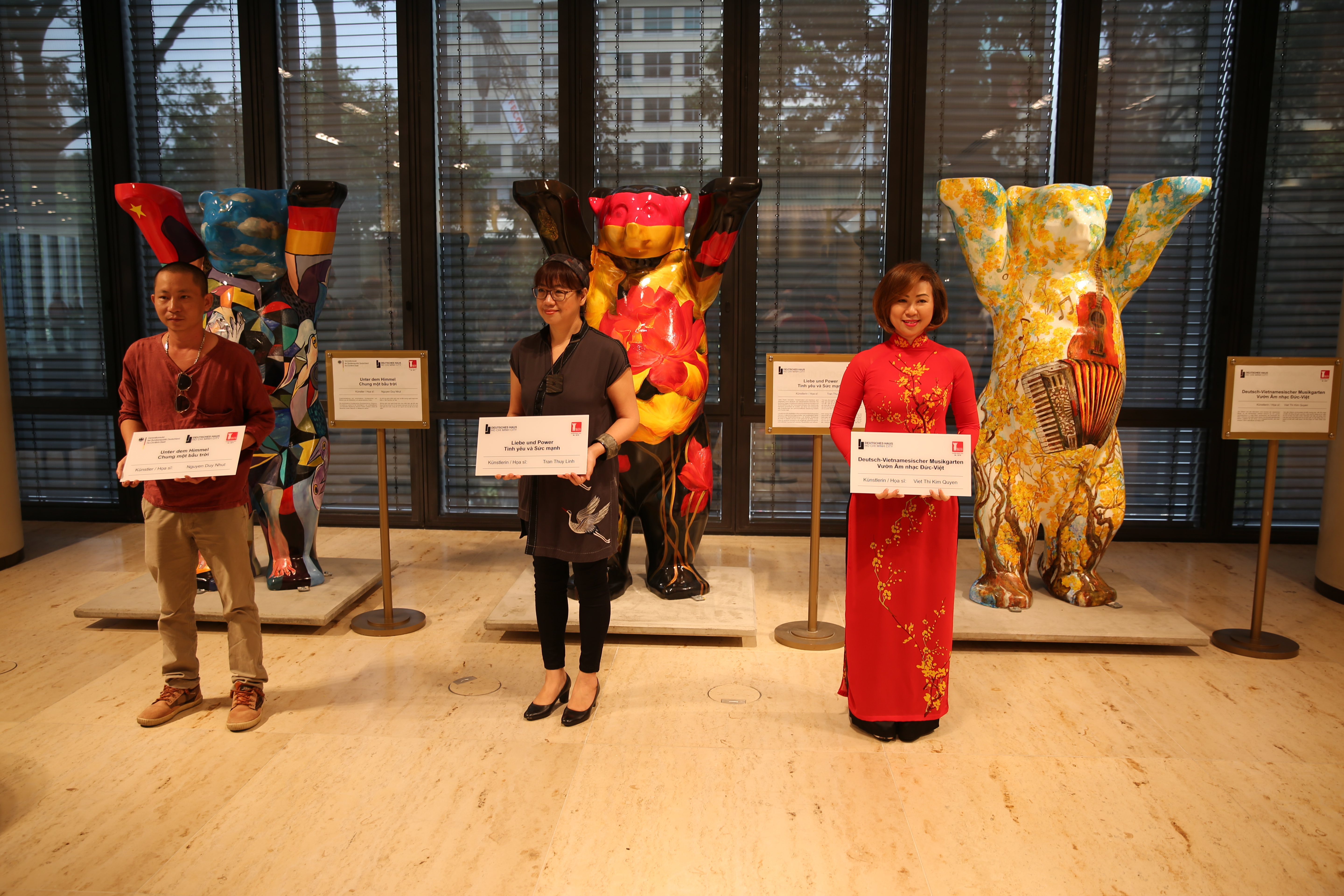
Buddy Bären

## Bauweise und Ökologie
Das Deutsche Haus wird nach einem Entwurf der Architekten Meinhard von Gerkan und Nikolaus Goetze vom deutschen Architektenbüro gmp erbaut.

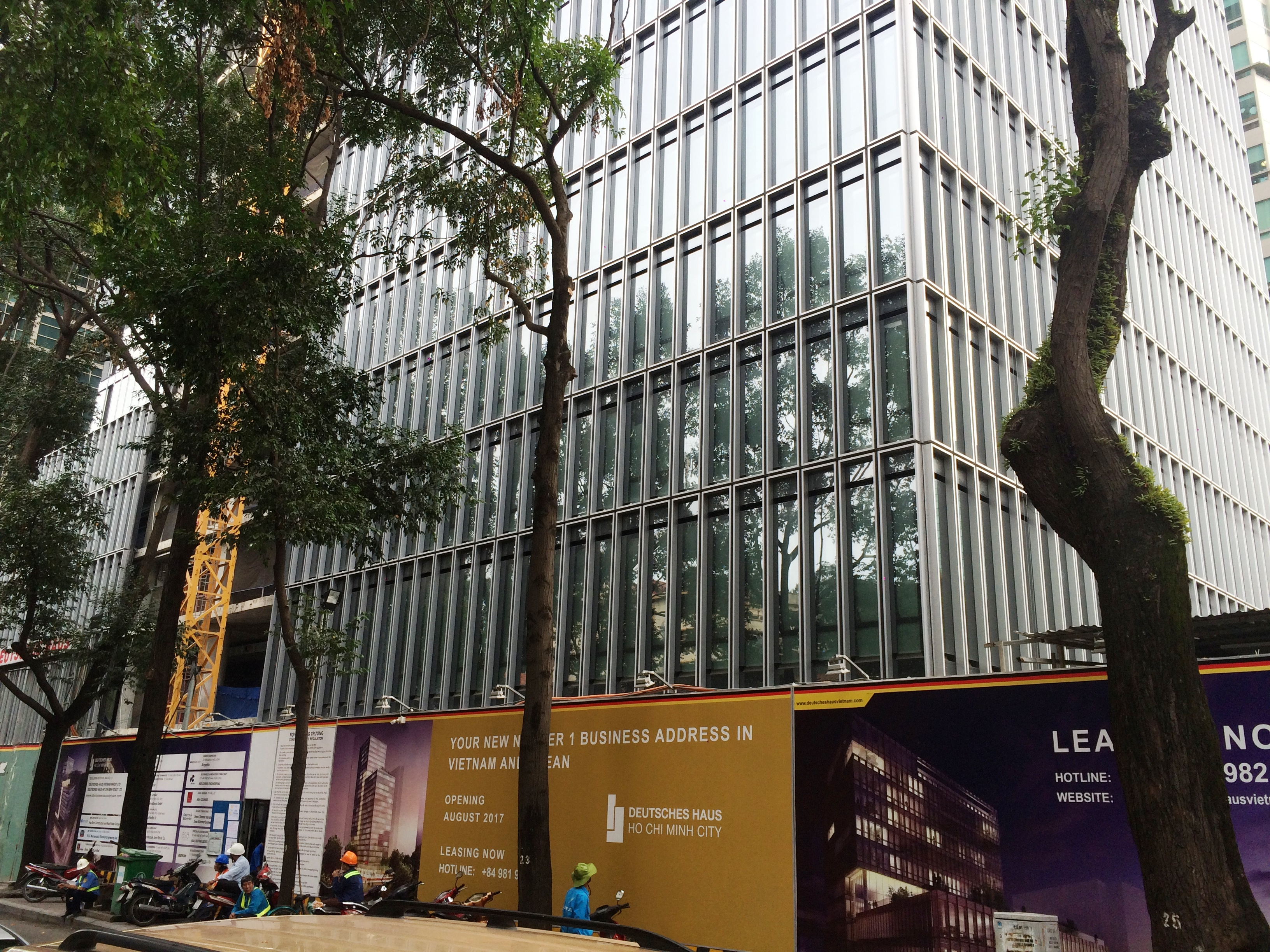
Deutsches Haus im Bau

Das architektonische Konzept soll die Rolle Deutschlands als führende Industrie- und Technologienation durch Transparenz und Strukturiertheit, einer wirtschaftlichen Bauweise und Energieeffizienz ausdrücken. Nach Angaben des Bundeswirtschaftsministeriums wird das Gebäude Maßstäbe für Energieeffizienz und ökologische Baustandards in Vietnam setzen, indem ökologische Baustoffe in Kombination mit den neusten Technologien aus Deutschland genutzt werden.
Eine doppelte Fassade ist an die klimatischen Gegebenheiten des Landes angepasst und soll wesentlich zur Energieeinsparung beitragen. Eine Glasfassade signalisiert Offenheit gegenüber dem städtebaulichen Umfeld.
Die beiden unterschiedlich hohen und ineinander verschränkten Gebäudeteile werden durch „Glasfugen“ miteinander verbunden. Eine Arkade soll das Hochhaus in der Erdgeschosszone zu den beiden Straßenfronten öffnen und die Eingangsbereiche mit den unterschiedlichen Foyers und Nutzungsbereichen verbinden.

## Abbildungen

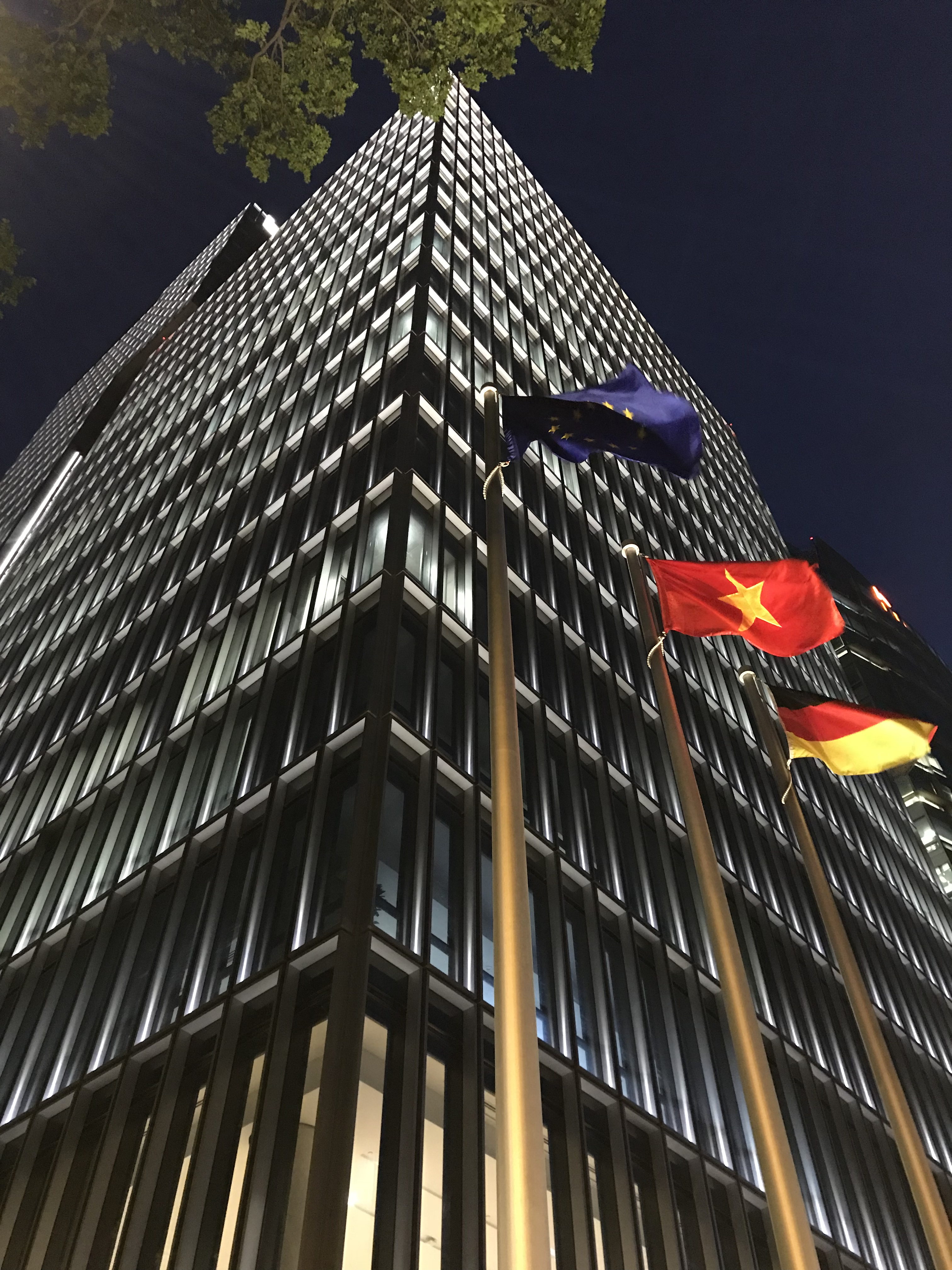
Deutsches Haus bei Nacht
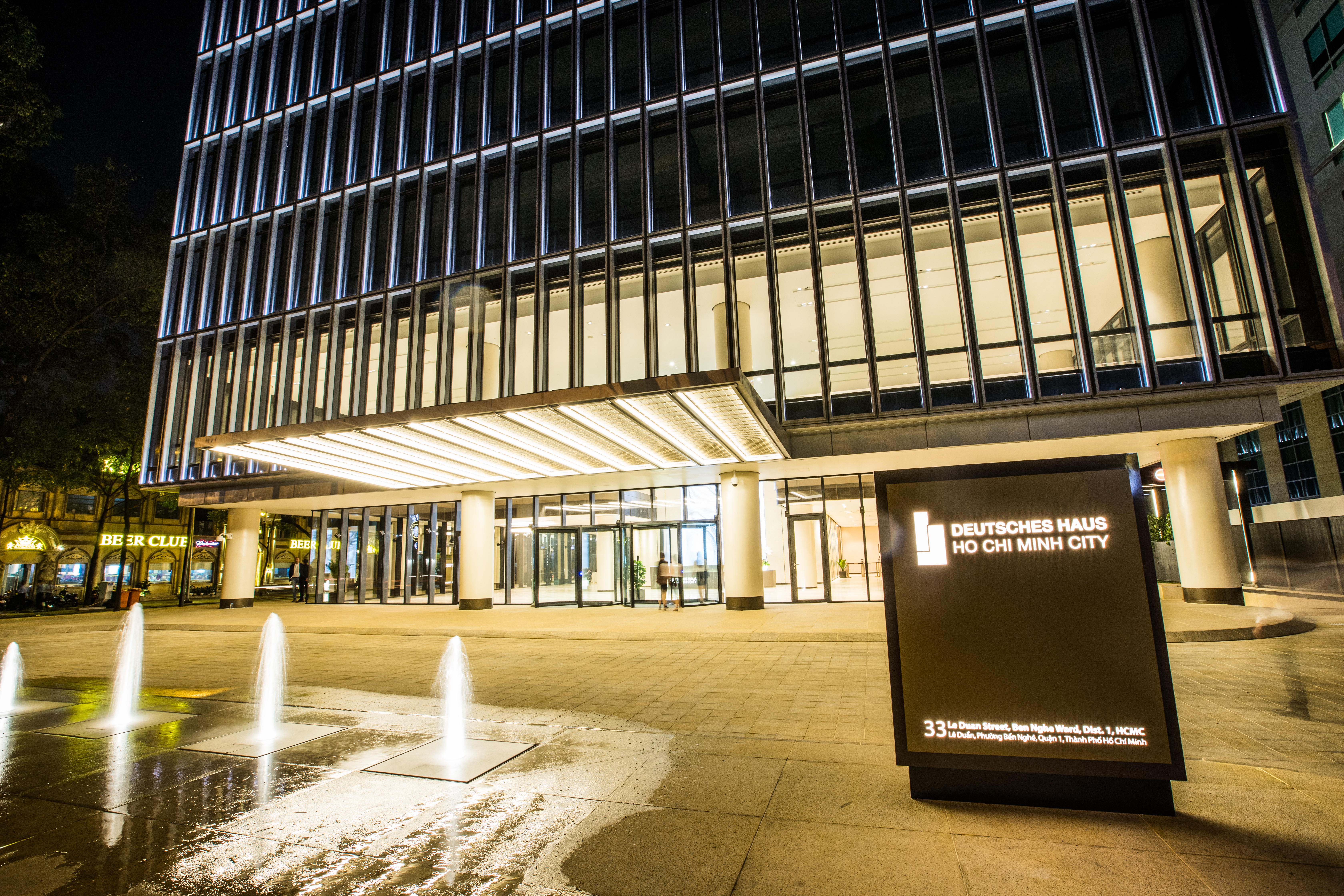
Haupteingang
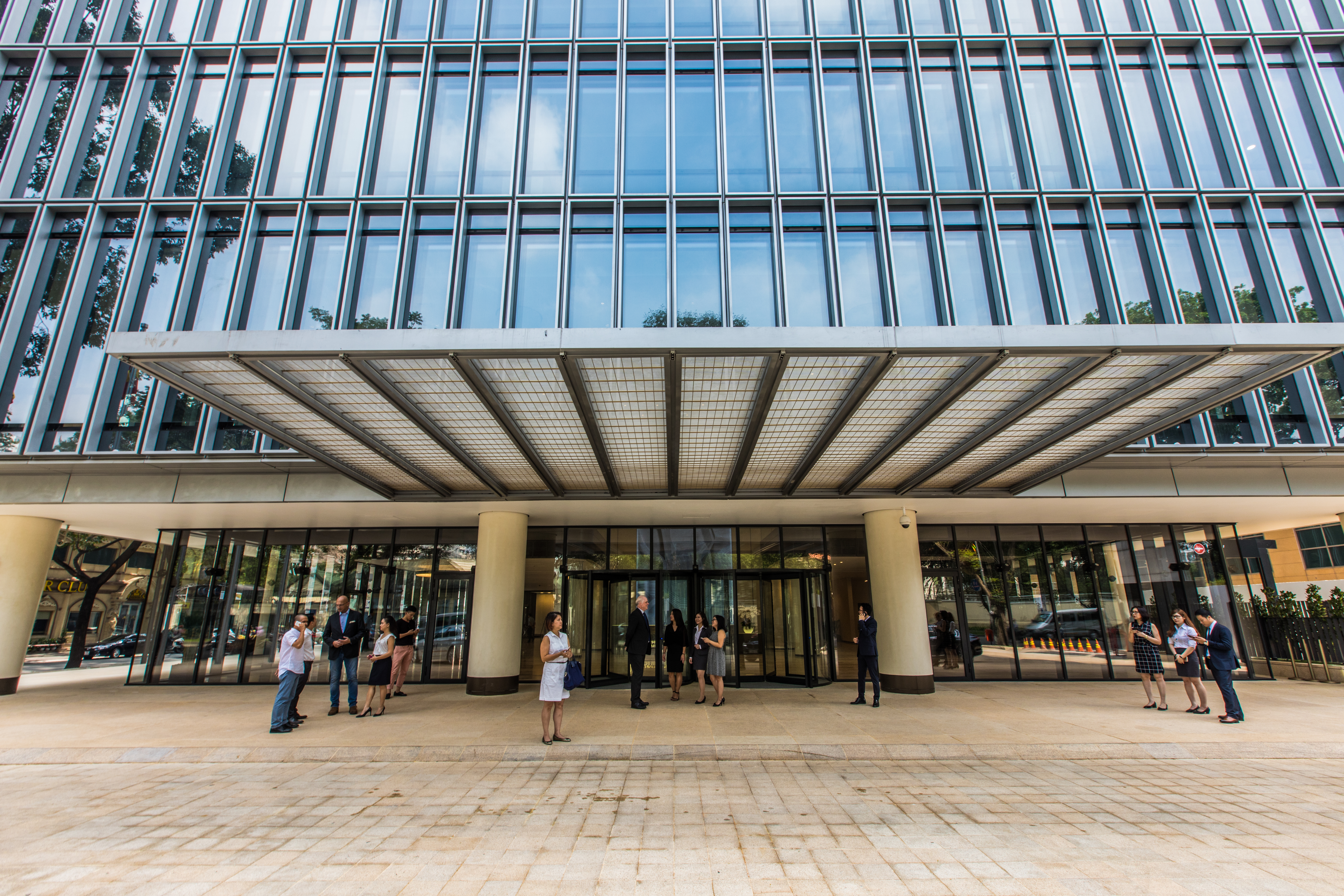
Haupteingang
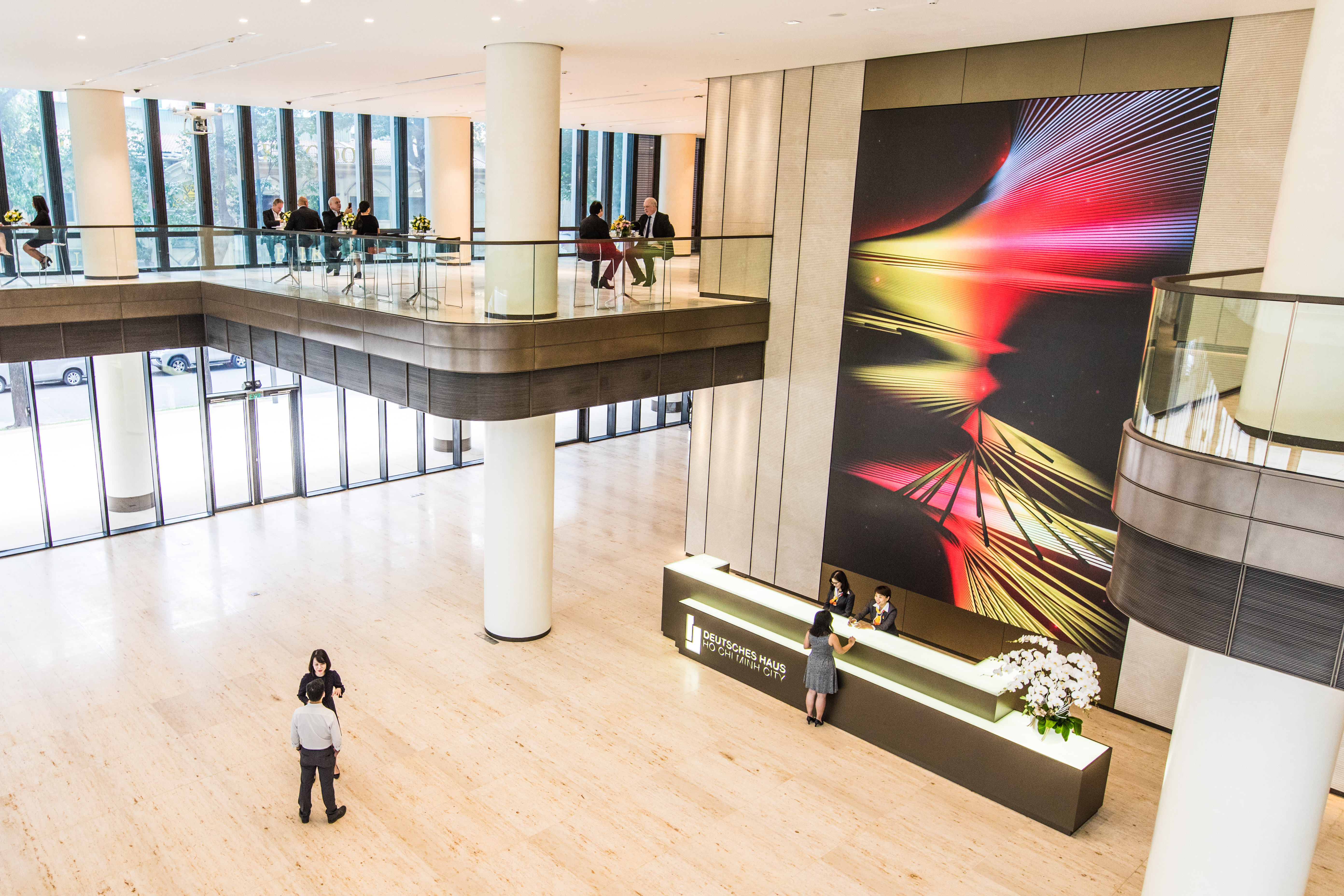
Lobby
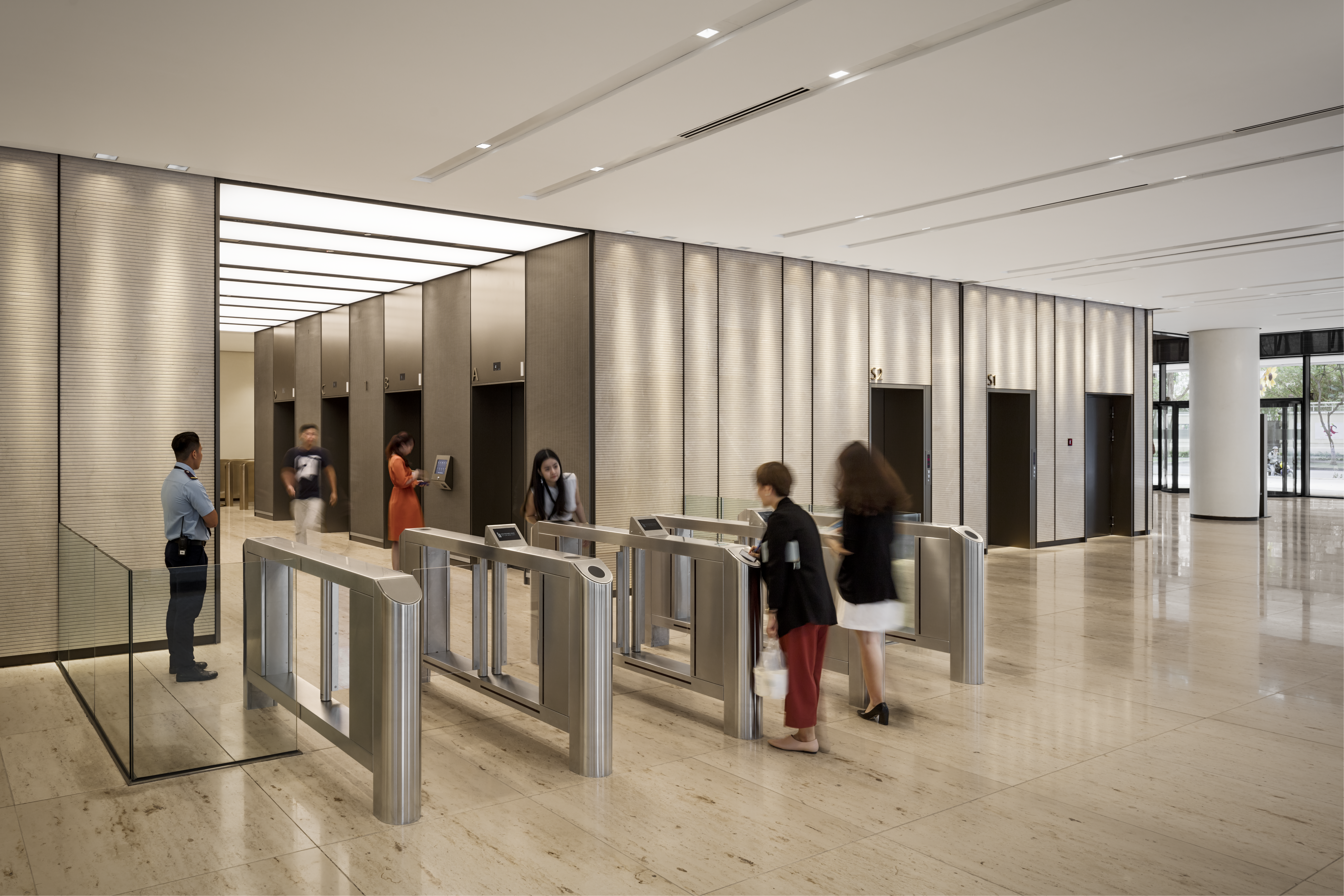
Lobby
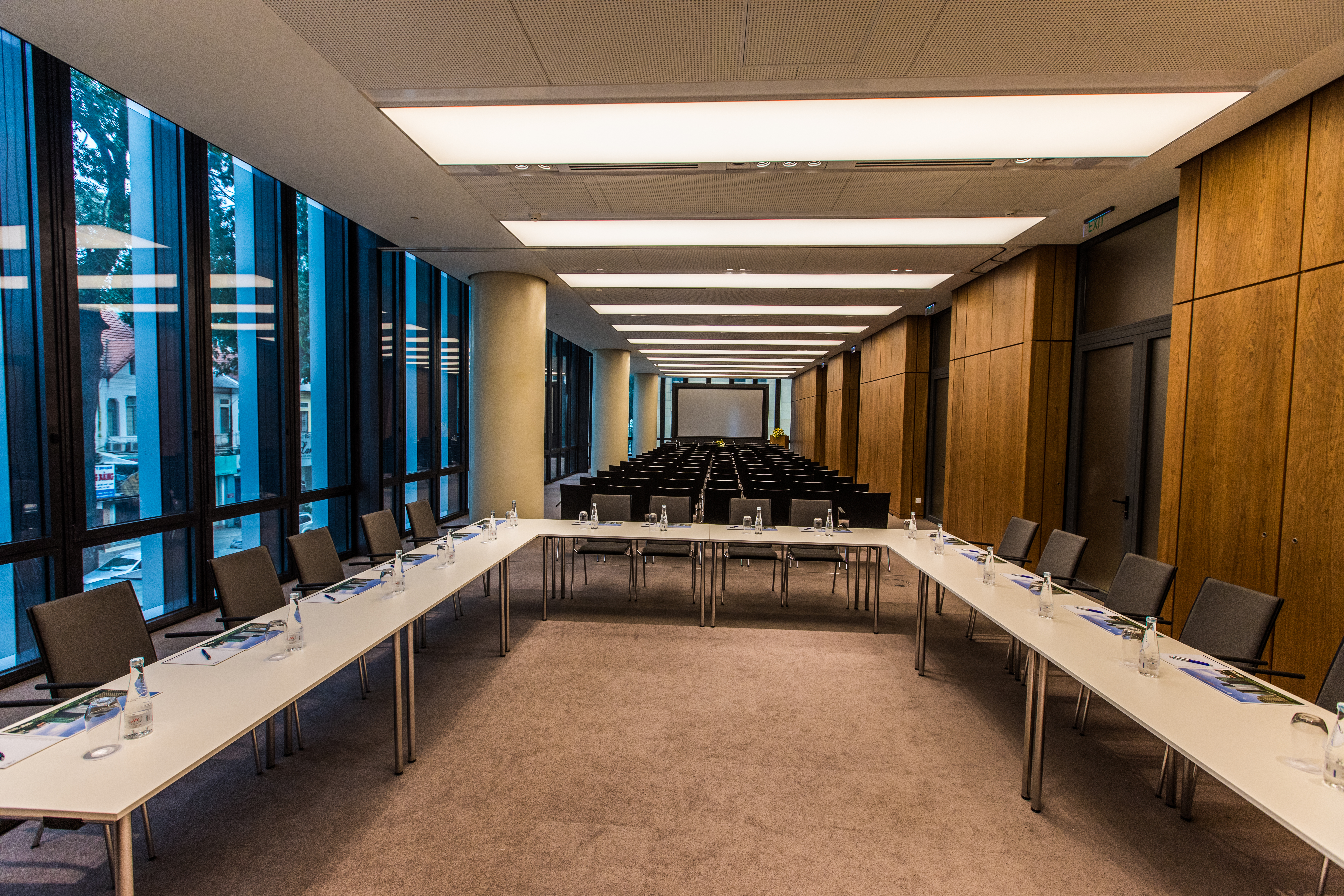
Konferenzraum
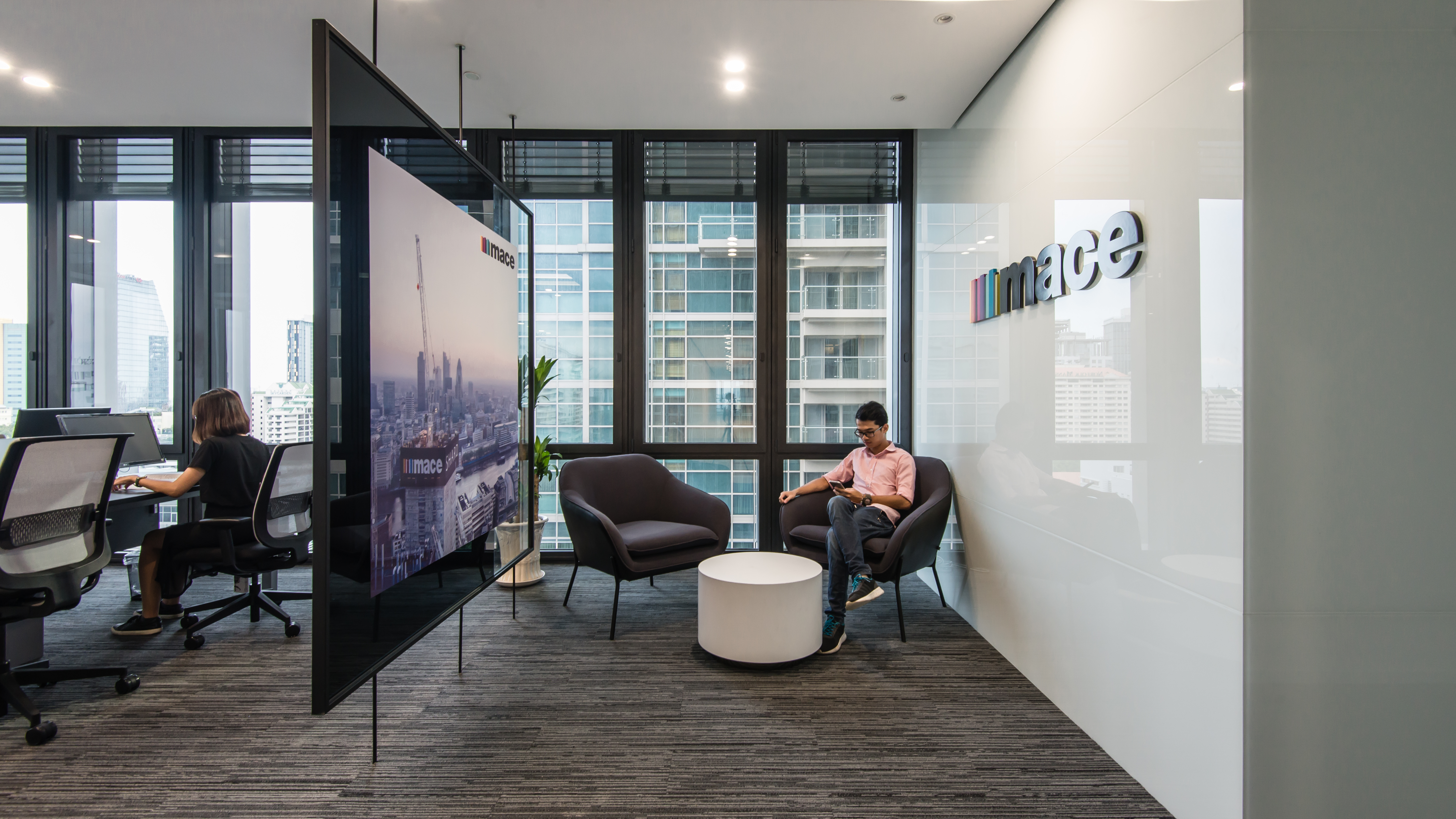
Büro
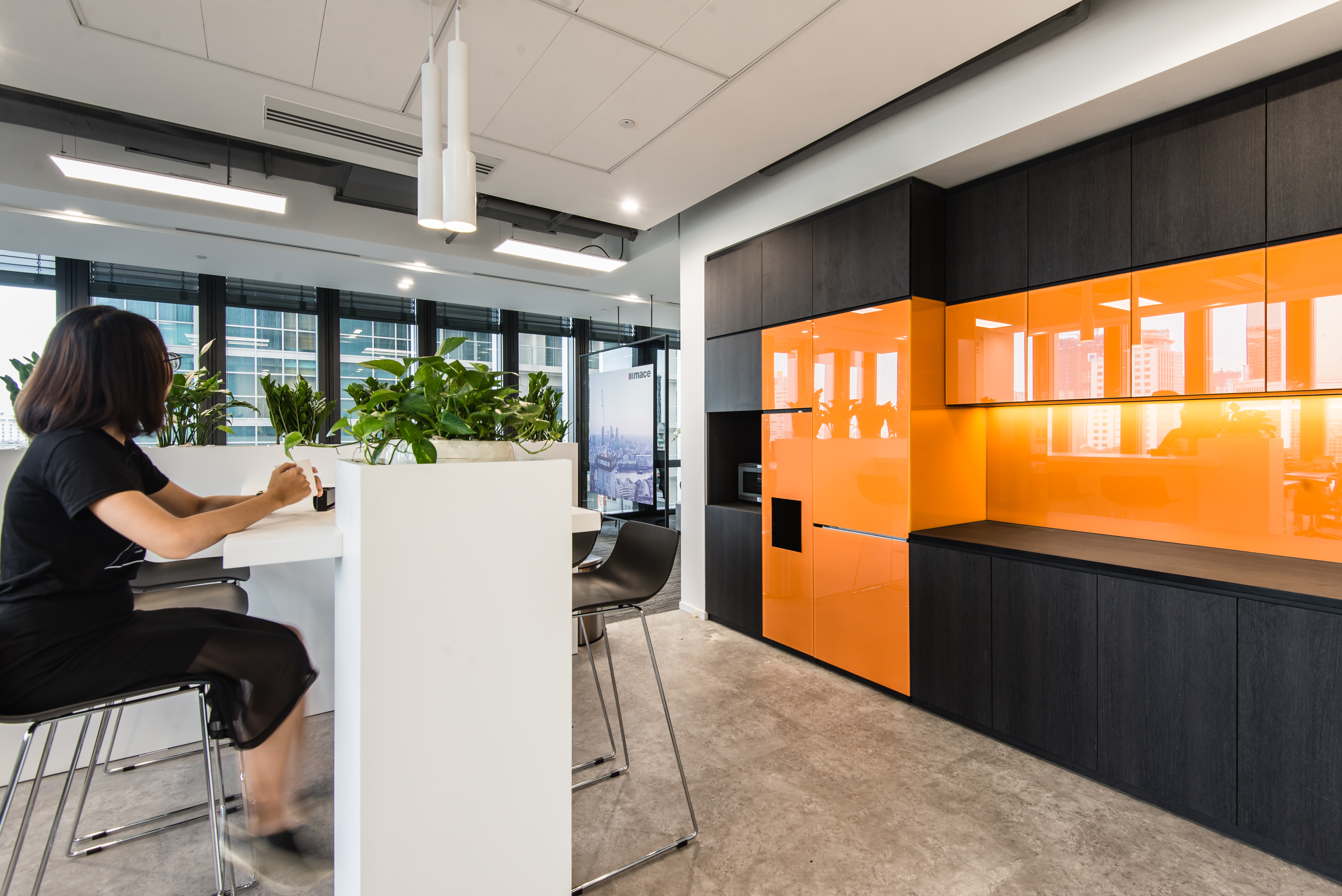
Aufenthaltsraum
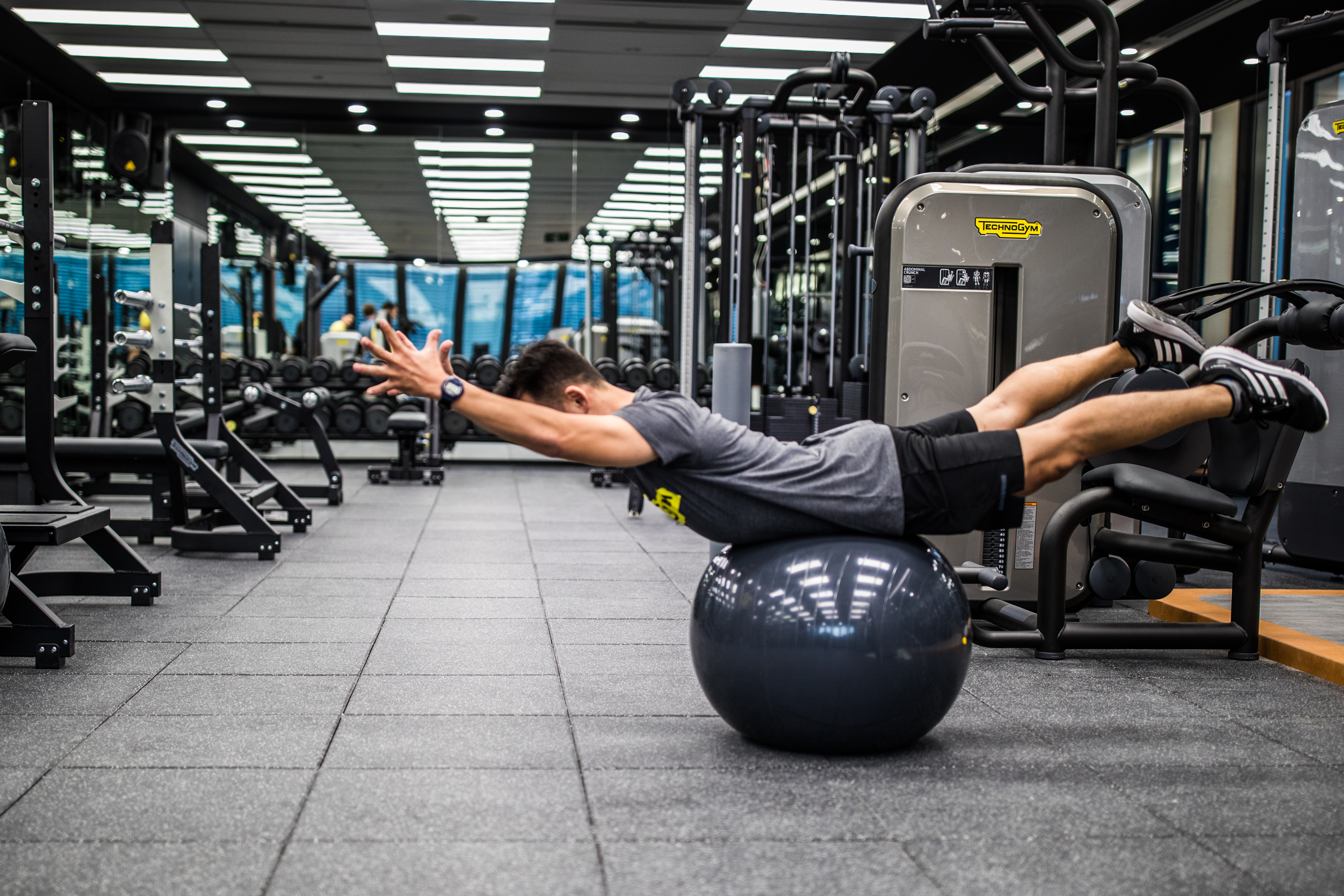
Fitnessraum

## Sonstiges

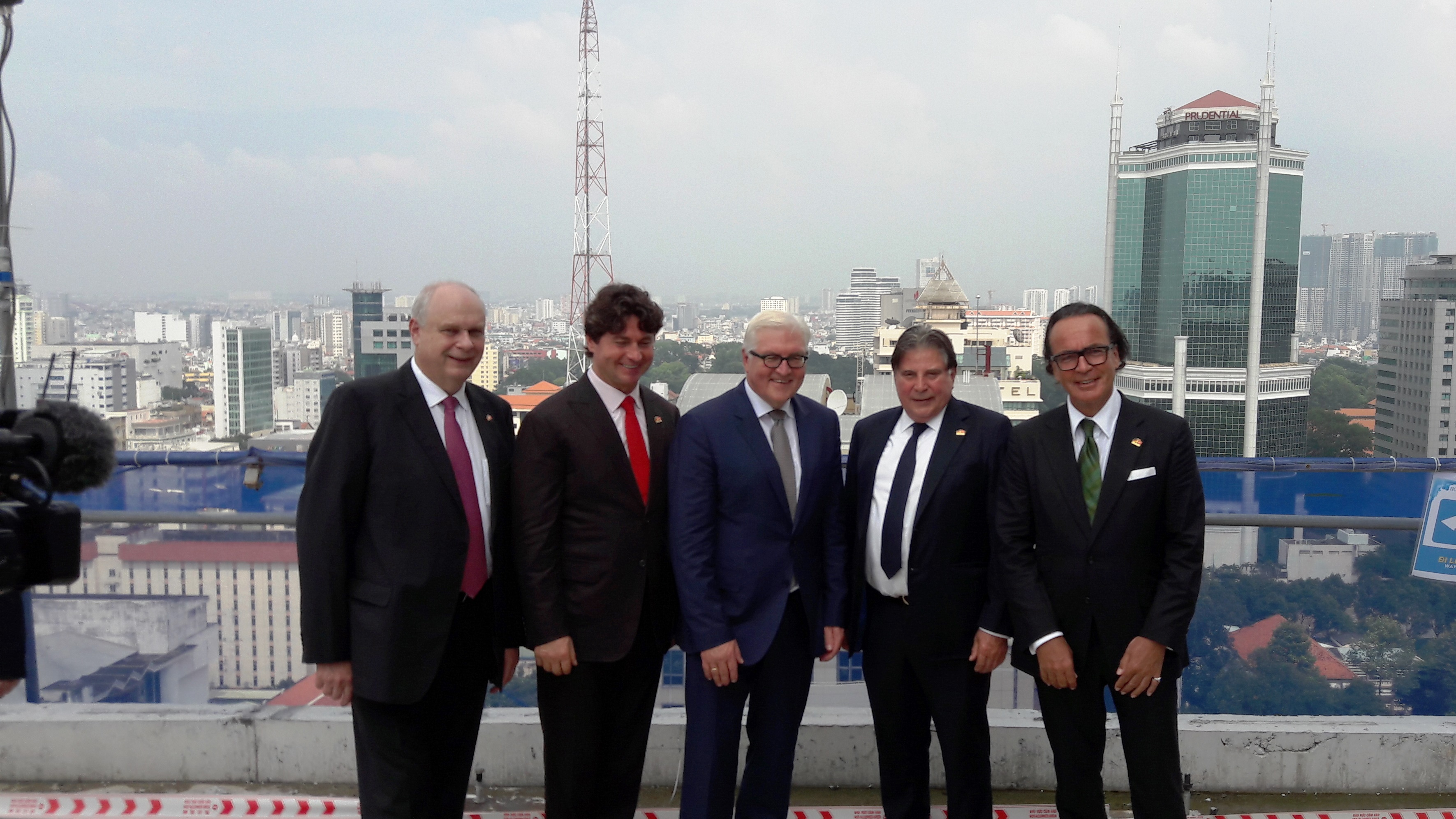
Frank-Walter Steinmeier (Mitte) mit dem Verwaltungsrat

Eigentümer ist die Deutsches Haus Vietnam Invest Ltd., ein Konsortium deutschstämmiger Investoren.
Das britische, französische und US-amerikanische Konsulat befinden sich in unmittelbarer Nähe zum Deutschen Haus.
Das Grundstück hatte ursprünglich die Bundesrepublik Deutschland im Jahr 1960 erworben. Nach einer Enteignung im Jahr 1975 erhielt Deutschland 2011 das Nutzungsrecht des Grundstücks.
Der Gebäudekomplex wird auch Deutsches Haus HCMC oder Deutsches Haus in Vietnam genannt.